# Dozo

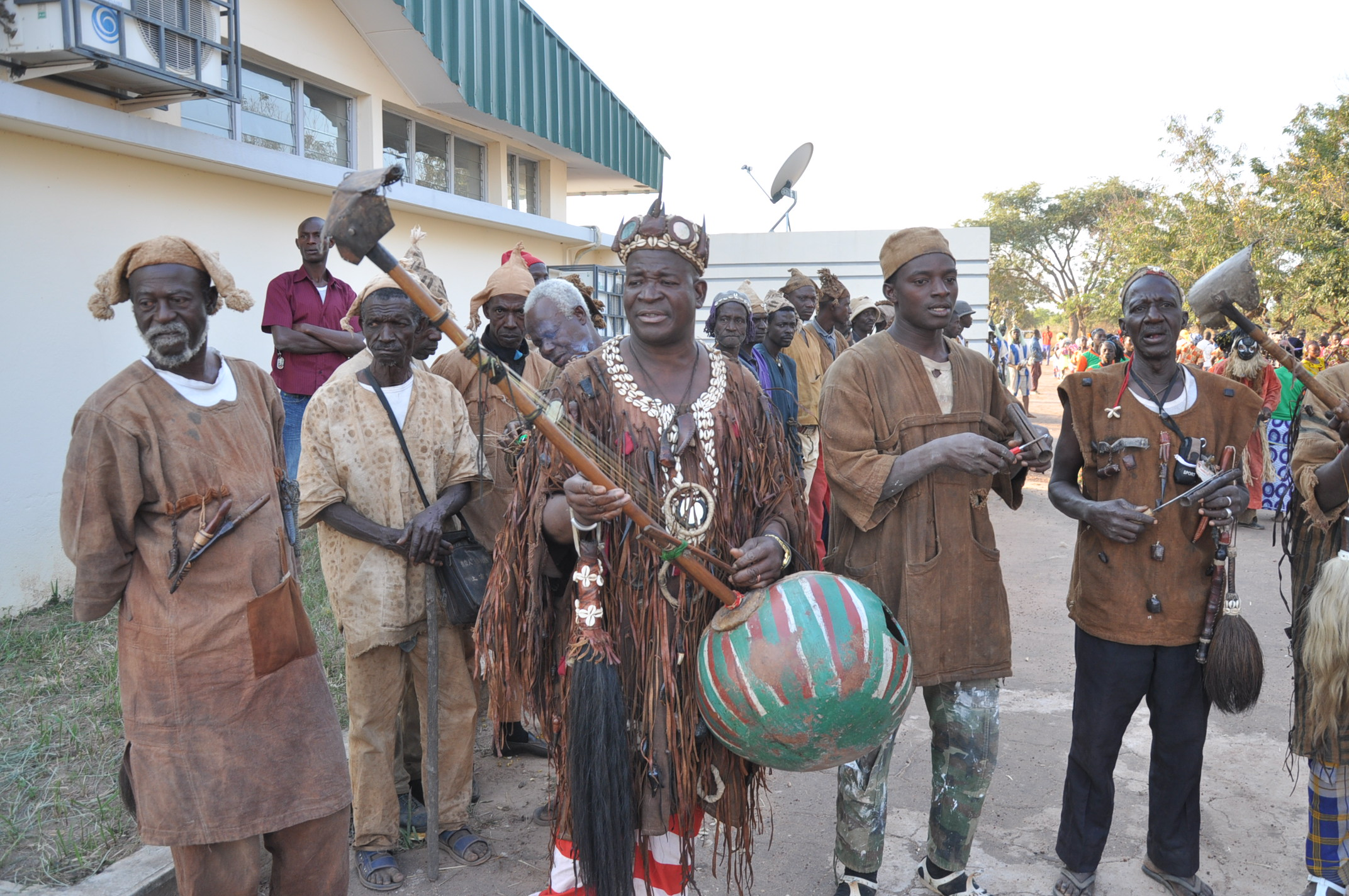
Dozo in traditioneller Kleidung

Die Dozo sind traditionelle Jäger aus dem Norden der Elfenbeinküste. 

## Geschichte
Die Dozo kämpften während des Bürgerkriegs 2002 bis 2007 auf Seiten der Rebellen und werden zahlreicher Massaker beschuldigt.
Sie übernahmen 2006 die Sicherheitsaufgaben am Markt von Korhogo.
Während der Regierungskrise 2010/2011 sollen Angehörige der Dozo am 29. März 2011 laut den Angaben der Opération des Nations Unies en Côte d’Ivoire nach der Einnahme der Stadt Duékoué 230 Menschen ermordet haben. Präsident Alassane Ouattara bestritt, dass Dozo bei den Forces républicaines de Côte d’Ivoire (FRCI) kämpfen. Bei dem Einmarsch der FRCI in Abidjan am 31. März 2011 befanden sich allerdings viele Personen bei den Truppen, die den typischen Kopfschmuck und die Amulette der Dozo trugen. Der traditionelle Glaube an magische Fähigkeiten ist bei den Dozo weit verbreitet.